# Spoorlijn Vallorbe - Le Brassus
De spoorlijn Vallorbe - Le Brassus is een Zwitserse spoorlijn van de voormalige spooronderneming Chemin de fer Pont-Brassus (PBr) gelegen in het kanton Vaud. Het traject loopt van Le Pont parallel aan de noordoever van het Lac de Joux naar Le Brassus.

## Geschiedenis
Op 31 oktober 1886 werd door de Jura-Simplon-Bahn (JS) het traject tussen Vallorbe en Le Pont geopend. Daarop werd de PBr opgericht om vervolgens het traject verder in de Vallée de Joux te verlengen. Het treinverkeer tussen Le Pont en Le Brassus werd op 21 augustus 1899 begonnen. De PBr bezat alleen personen- en goederenwagons, en geen locomotieven. De bedrijfsvoering werd daarom tot 1 mei 1903 door de JS gedaan. Op 1 mei 1903 werd de JS overgenomen door de SBB.
Op 1 januari 2001 fuseerde de PBr met de Chemin de fer Yverdon-Ste-Croix (YSteC) en de Transports publics Yverdon-Grandson (TPYG) en gingen verder onder de naam TRAVYS.

## Treindienst
Het personenvervoer op het traject werd door de SBB uitgevoerd. Er reden doorgaande treinen van Vallorbe over Le Pont naar Le Brassus. De treindienst bestaat uit een uurdienst aangevuld met scholierenvervoer en hierdoor verdicht tot een halfuurdienst.

## Elektrische tractie
De lijn van de Chemin de fer Pont-Brassus werd op 1 oktober 1938 geëlektrificeerd met 15.000 volt 16,7 Hz.